# تفاف كنيسي
التِفاف الكنيسي  نوع نباتي يتبع جنس التِفاف من الفصيلة النجمية.

## البيئة والانتشار
موطنه نيوزيلندا. سمي نسبة إلى مدينة كريستشيرش (كنيسة المسيح). يفضل الأراضي الرطبة، ويمكنه العيش في جميع أنواع الترب (من حيث القوام). يعيش في الأراضي الحامضية والقاعدية.

## الوصف النباتي
نبات عشبي ساقه تقريباً معدومة. الثمرة فقيرة. الأزهار صفراء.